# Комунистичка партија Чилеа
Комунистичка партија Чилеа (шп. Partido Comunista de Chile) је политичка партија која делује у Чилеу. Основана је 1912. године. Програм партије темељи се на идејама и мислима Карла Маркса и Владимира Лењина.

## Историја
Комунистичка партија Чилеа има своје корене у Социјалистичкој радничкој партији Чилеа, основаној 1912. године. Чланови партије су на Трећем конгресу 2. јануара 1922. године прихватили 21 услов за приступ Коминтерни. Случај чилеанских социјалиста био је редак пример да су сви прешли у комунисте. У том раздобљу, земља је доживљавала веику кризу. КП Чиле тада је истакла потребу за успостављањем диктатуре пролетаријата, а своју снагу темељила је на сељачким масама.
Године 1927, на власт је дошао Карлос Ибањез дел Кампо који је покренуо прогон свих опозиционих странака, укључујући и Комунистичку партију. До 1929, вођство КП Чилеа преселило се на Ускршња острва. Велика економска криза дошла је у Чиле 1931. године, након чега је покренут велик број штрајкова и демонстрација. Тада су чилеански комунисти изашли из фазе мировања и обновили рад Централног комитета.
Комунистичка партија је као решење кризе истакла социјалистичку револуцију. Криза је потресла Ибањезову владавину, те се након њега заредало неколико нестабилних владаа. Године 1932, била је формирана и краткотрајна Социјалистичка Република Чиле, за време које је Комунистичка партија позивала на организовање совјета. Владајућа класа поново је успоставила моћи и власт доласком на власт Артура Алесандрија Палме исте године.
То је такође било раздобље када је Комунистичка партија усвојила политику бољшевизације и политику тзв. Трећег разобља Коминтерне.
Године 1933, партија је одржала конференцију на којој је усвојила политику антиолигархизма и антиимперијализма у сврху јачања социјализма. Партија је истакла потребу заједничке борбе сељачких маса и средње класе унутар Народног фронта против растућег утицаја фашизма. Унутар Народног фронта, којег је основала КП чилеа, нашле су се Социјалистичка партија, Радикална партија, Демократска партија и Центар радника. Ова је политика привукла велик број људи и дала тежину Комунистичкој партији у политици Чилеа.
Године 1941, десио се раскол између комуниста и социјалиста унутар Народног фронта. Узрок овога био је притисак САД на вођу социјалиста, Оскара Шнакеа Вергару, који је изјавио да народ не жели Комунистичку партију, која прима и врши наредбе Коминтерне.
По уласку САД у Други светски рат, Комунистичка партија је заговарала заједничку борбу свих антифашистички расположених Чилеанаца против Немачке и активну потпору Совјетском Савезу и осталим чланицама Антифашистичке коалиције. Комунисти су у земљи покренули борбе против профашистичких оргнсизација које су деловале у појединим деловима Чилеа.
Осим ових акција, био је формиран Национални антифашистички савез који је подржавао борбу против Хитлеровске коалиције.

### Послератна историја
На председничким изборима 1946, комунисти су подржали кандидата за којег су сматрали да ће покренути процес искорењивања олигархије и империјализма, а то је био Габријел Гонзалес Видела. Након Виделине победе, комунисти су по први пута ушли у чилеанску владу, са три министра. Пошто је КП Чилеа постала веома популарна након рата и контролисала велик број синдиката, САД су извршиле притисак на Виделу, који је затим сменио комунистичке министре. Затим је био проглашен „Закон о трајној одбрани демократије“, којим су комунсити стављени ван закона. Били су основани концентрациони логори у којима нису робијали само комунисти, него и припадници осталих радничких и демократских организација.
Илегална комунистичка партија подржала је на председничким изборима 1952. године кандидата Салвадора Аљендеа. Међутим, због репресије која је вршена над левим организацијама, на изборима је победио Карлос Ибањез дел Кампо. Међутим, дел Кампо је изгубио популарност, јер није остварио задана обећања и остао без подршке оних који су га довели на власт. Велика економска и социјална криза у Чилеу истицала је важност формирања народне владе. На Десетом конгресу комунистичке партије било је истакнуто да долазак на власт треба избећи грађанским ратом, него само на темељу широке народне подршке.
Године 1958, био је основан Блок демократске санације, који је либерализовао политичку сцену, чиме је и Комунистичка партија поново постала легална. Аљенде се поново кандидовао на изборима. Иако није победио, освојио је велик број гласова. Ни следећа влада, изабрана 1957, није извукла земљу из кризе. На Четрнаестом конгресу КП Чилеа била је истакнута важност заједничке борбе сељака, радника, те малих и средњих произвођача. Партија је током 1960-их постала веома популарна и задобила истакнуте чланове попут књижевника и нобеловца Пабла Неруде.
Године 1969, била је формирано Народно јединство, коалиција комуниста, социјалиста, радикала, социјалдемократа, партија окупљених у Независну народну акцију, те бивших демокршћана. Коалиција је истакла свој антиимперијалистички и антиолигархијски програм и за кандидата одабрала Салвадора Аљендеа.
Победа коалиције Народног јединства по први пут је довела комунисте на власт, иако нису имали потпуну власт. Била је започета национализација основних рудних ресурса (бакар, угљен, со, гвожђе), банкама је одузет монопол, национализована приватна земљишта која нису искориштавана, покренута аграрна реформа, побољшан положај радника и остало.
Иако штрајкови десних група нису толико штетили коалиционој влади, све већи притисак САД и њених савезника, суседних земаља Чилеа, узроковао је друштвене и економске проблеме. Врхунац је био досегнут 11. септембра 1973. године, када су оружане снаге извршиле војни удар, те је формирана војна хунта која је сменила Аљендеа. Рад политичких странака је био обустављен, а Комунистичка партија је стављена ван закона.
Након пада Аљендеа, на власт је дошао Аугусто Пиноче. Чланови Комунистичке партије одмах су били извргнути прогонима, хапшењима, мучењима и убиствима. Већина чланова партије отишла је у егзил у земље источне Европе, на Кубу и другде. До краја 1970-их, Комунистичка партија је успоставила сарадњу са свим противдиктаторским организацијама, укључујући и демохришћане.
Почетком 1980-их, партија је усвојила политику борбе против диктатуре свим расположивим средствима, која је укључивала и насиље. Герислка организација, Патриотски фронт Мануел Родригез, започела је са деловањем у мају 1983. године. Од исте године покренута је и пракса одржавања протестних скупова против диктатуре. Протести су се нагло повећали 1986, када је Патриотски фронт извршио неколико већих операција против диктатуре.
Када је Пиноче 1987. године обећао одржавање референдума за настављање своје диктатуре, Комунистичка партија је постала део Коалиције странака за „НЕ“ у плебисциту 1988. године. Пошто је опорба победила на референдуму, Комунистичка партија је на изборима 1989. године подржала хришћанског демократу Патрисија Аилвина.

## Деловање после 1990.
Комунистичкој партији је током 1990-их опала популарност, а задобиле су ју социјалдемократе. Године 2001, партија је доживела краткотрајну кризу издвајањем једне групе чланова која је у априлу основала покрет Социјална и демократска снага.
На парламентарним изборима 2005, партија је освојила 5,1% гласова.
На парламентарним изборима 2009, КП Чилеа је изашла у коалицији са станкама коалиције Концентрација и добила три посланика у чилеанском парламенту.

## Изборни резултати

### Парламентарни избори
| Година избора (број посланика) | Посланика | Гласова | %    |
| 1918. (118) (као РСП)          | 0         | 1.548   | 0,64 |
| 1921. (118)                    | 2         | 4.814   | 2,16 |
| 1924. (118)                    | 0         | 1.212   | 0,49 |
| 1925. (132) (као РСССЗЧ)       | 9         | 19.446  | 6,72 |
| 1937. (146) (као НДП)          | 6         | 17.162  | 4,1  |
| 1941. (147) (као ННП)          | 16        | 53.144  | 11,8 |
| 1945. (147) (као ННП)          | 15        | 46.133  | 10,2 |
| 1957. (147) (као ПР)           | 4         | 17.785  | 2,03 |
| 1961. (147)                    | 16        | 157.572 | 11,4 |
| 1965. (147)                    | 18        | 290.635 | 12,4 |
| 1969. (150)                    | 22        | 383.049 | 15,9 |
| 1973. (150)                    | 25        | 587.800 | 16,2 |
| 1993. (120)                    | 0         | 336.034 | 4,99 |
| 1997. (120)                    | 0         | 398.588 | 6,88 |
| 2001. (120)                    | 0         | 320.688 | 5,22 |
| 2005. (120)                    | 0         | 339.547 | 5,14 |
| 2009. (120)                    | 3         | 132.305 | 2,02 |